# Quantisierung (Signalverarbeitung)

Beispiel für Quantisierung
█ ursprüngliches Signal, █ quantisiertes Signal

Die Quantisierung ist  in der digitalen Signalverarbeitung eine Abbildung, die bei der Digitalisierung von Analogsignalen und zur Komprimierung von Bildern und Videos verwendet wird. Die dabei entstehende Abweichung wird Quantisierungsabweichung genannt.
Eine elektronische Komponente oder eine Funktion, die diese Abbildung eines Wertes oder eines Signals ausführt, heißt Quantisierer.

## Allgemein
In der praktischen Verwendung wird bei der Quantisierung eine physikalische Größe im Rahmen einer Messung gemäß einem Messprinzip zur weiteren Verarbeitung oft in ein elektrisches Signal umgeformt und so quantitativ bestimmt. Im Bereich der Messtechnik beispielsweise ermittelt man durch Ablesen einer an der Skale eines analogen Messgerätes gesehenen Zeigerstellung einen Wert mit begrenzter Stellenzahl, was einer Quantisierung entspricht. Durch Aufschreiben werden die Messwerte einer Speicherung in Tabellen und numerischer Verarbeitung zugänglich (z. B. Berechnung der Monatsdurchschnittstemperatur aus stündlichen Einzelmessungen). Heutzutage finden solche Berechnungen praktisch nur noch in Computern statt, und die Messgröße wird dazu gerätetechnisch in einem Analog-Digital-Umsetzer quantisiert. Hierbei treten verschiedene Arten von Messabweichungen auf wie Linearitäts- und Quantisierungsabweichungen; letztere können weiterhin Quantisierungsrauschen hervorrufen.

## Ablauf
Ein analoges Signal kann zwar im Prinzip kontinuierlich quantisiert werden. Im Rahmen der Digitalisierung jedoch erfolgt zunächst die Abtastung, wodurch es in ein zeitdiskretes, wertekontinuierliches Signal umgewandelt wird. Das kann signaltheoretisch durch die Multiplikation mit einem Dirac-Kamm dargestellt werden. In der Praxis können hierzu Sample-and-Hold-Schaltungen verwendet werden.
Zur Wertediskretisierung wird der Messbereich der Eingangsgröße in eine endliche Zahl aneinander grenzender Intervalle unterteilt und jedem eine Quantisierungsstufe zugewiesen. Das zeitdiskrete Signal wird nun über die Quantisierungskennlinie auf die einzelnen Stufen umgesetzt. Die Grenzen der Quantisierung sind im Rahmen des Quantisierungstheorems formuliert.
Oft wird das quantisierte Signal anschließend kodiert, d. h. jeder Quantisierungsstufe wird eine eindeutige Zahl zugeordnet. Dieser Vorgang ist, im Gegensatz zur eigentlichen Quantisierung, umkehrbar. Bei der Rekonstruktion werden die so kodierten Werte wieder in Werte aus dem Messbereich des ursprünglichen Signals abgebildet.
Das nun zeit- und wertediskrete Signal wird Digitalsignal genannt.

## Eigenschaften
Wie ein Quantisierer die Eingangssignale im Einzelnen abbildet, kann aus der Quantisierungskennlinie abgelesen werden.
Die Auflösung des Quantisierers kann beschrieben werden durch
- die Anzahl der Quantisierungsstufen,
- die Wortbreite, i. S. v. Anzahl der Bits die zur Darstellung der quantisierten Werte mindestens nötig ist oder
- bei einer linearen Quantisierung auch die Größe der Intervalle.

Der Zeitabstand zwischen zwei aufeinanderfolgenden Abtastpunkten wird durch die Abtastrate festgelegt.
Da bei der Quantisierung von einer großen Menge an Eingabewerten auf eine kleinere Menge abgebildet wird, ist sie nichtlinear und auch nicht umkehrbar, denn verschiedene Eingabewerte können auf denselben Ausgabewert abgebildet werden. Eine Quantisierung in äquidistante Stufen wird im Technikerjargon allerdings (etwas ungenau) vielfach dennoch lineare Quantisierung genannt. In jener Terminologie stehen dem nichtlineare Quantisierungskennlinien gegenüber. Mit solchen nichtlinearen Quantisierungskennlinien kann man bei nichtlinear wahrgenommenen Signalen (z. B. Audiosignalen), insbesondere bei geringen Auflösungen, den Dynamikumfang verbessern.
Die Quantisierung ist neben der Abtastung ein Schritt der Digitalisierung (Analog-Digital-Umsetzung) von analogen Signalen.
Die häufigste und auch einfachste Art ist die skalare Quantisierung. Dabei wird jeweils ein skalarer Eingabewert auf einen skalaren Ausgabewert abgebildet.

## Verfahren
Der Eingangswert wird auf die nächstliegende Quantisierungsstufe ab- oder aufgerundet. Häufig wird auf die Stufe mit dem geringsten Abstand abgebildet und hat dadurch den niedrigsten Betrag des Quantisierungsfehlers. Die Quantisierungsfunktion lautet dann:
{\displaystyle Q(x)=\operatorname {sgn}(x)\cdot \Delta \cdot \left\lfloor {\frac {\left|x\right|}{\Delta }}+{\frac {1}{2}}\right\rfloor \;.}
Die Schrittweite {\displaystyle \Delta } ist bei gleichförmiger Quantisierung eine reale Konstante mit beliebigem Wert größer 0 und gibt die Länge des Intervalls an.
Für die Abbildung auf ganzzahlige Intervalle wird die Schrittweite {\displaystyle \Delta } auf den Wert 1 gesetzt. Wenn die Schrittweite in Relation zu dem Messbereich hinreichend klein ist, beträgt die mittlere quadratische Abweichung (MSE) zufolge der Quantisierung:
{\displaystyle \mathrm {MSE} =\sigma ^{2}\approx {\frac {\Delta ^{2}}{12}}}
welche in diesem Fall gleich der Varianz {\displaystyle \sigma ^{2}} ist. In diesem Zusammenhang wird die mittlere quadratische Abweichung auch als eine Quantisierungsabweichung bezeichnet.
Alternativ kann der Eingangswert auch auf- oder abgerundet werden, dann vergrößert sich jedoch der mittlere Fehler.

## Verlustbehaftete Kompression
Bei verlustbehafteten Kompressionsverfahren rührt der Informationsverlust von der Quantisierung der Eingabedaten her. Dabei wird versucht „unwichtige“ Informationen zu entfernen, indem das Signal mit einer teilweise reduzierten Auflösung kodiert wird.
Populäre Vertreter für solche Kompressionstechniken sind MP3, JPEG sowie MPEG.